# 遼寧省 (中華民国)
遼寧省（りょうねいしょう）は、中華民国にかつて存在した省。成立当初は奉天省（ほうてんしょう）と称した。

## 管轄区域
民初の遼寧省は遼東半島貔子窩から普蘭店以南の地域であり、域内には日本の租借地であった関東州や、特殊権益を有していた南満洲鉄道附属地が含まれていた。1930年（民国19年）の調査では全省面積は288,518.3平方キロメートル、1934年（民国23年）に中央地質研究所の調査報告によれば250,813平方キロメートルと報告されている。
日本の敗戦に伴い国民政府により再設置された遼寧省は民初における遼寧省の中西部、現在の葫芦島市南票区及び義県以東、通楡県及び彰武県以南、鳳城市及び新賓満族自治県以西とされ、東は安東省、西は河北省及び熱河省、北は遼北省に接し、南は遼東湾及び黄海に接していた。

## 行政沿革
1911年（宣統3年）の辛亥革命により中華民国が成立した後も奉天省は清朝の実効支配が続き、その行政区画も清代のものが踏襲され、東三省総督兼奉天巡撫を全省の軍政及び民政の長とし、吉林省及び黒竜江省を監督していた。1912年（民国元年）7月、東三省総督を奉天都督に改編、吉林・黒竜江の行政組織と分離、1913年（民国2年）には民政長（1914年に巡按使、1915年に省長と改称）を新設し軍政と民政の分離が実施された。
1928年（民国17年）12月31日、張学良等による易幟により奉天省は国民政府に帰順、同日国民政府は奉天省の設置を指示し、省会を瀋陽県に設置することが定められた。1929年（民国18年）1月、東北政務委員会が設置され東北三省に対する国民政府の実効支配が開始され、張学良が主任委員に任命され東北三省の行政事務を管轄することとなった。
1929年1月、南京政府国務会議は奉天省を遼寧省に改称することを決定、2月に正式な改名指示が出され、3月1日より遼寧省を正式名称とすることが通達された。
1931年（民国20年）の満洲事変により満洲国が設置されたために中華民国遼寧省は一旦消滅したが、日本の敗戦に伴い満洲国が崩壊すると1945年に再び設置、瀋陽市に省会が設置された。1947年（民国36年）6月5日には東北9省の行政区域が正式に公布され満洲国時代の奉天省及び錦州省地域が遼寧省と指定されたが、1948年（民国37年）の遼瀋戦役により共産党軍の支配下に入っていたため、遼寧省が機能した期間はきわめて短い。

## 行政区画

### 道制
清代は錦新営口道、洮昌道、臨長海道、興鳳道が設置されていたが、1912年（民国元年）に興鳳道を除き廃止されている。1913年（民国2年）1月、北京政府が公布した『劃一令』により興鳳道は廃止となり、省域には中路道、東路道、西路道、北路道が設置された。
しかし財政問題より同年9月には中路道及び西路道が廃止され、その管轄範囲は東路道、南路道、北路道に移管されている。1914年（民国3年）5月、行政区域の調整が行われると同時に、道名もそれぞれ遼瀋道、東辺道、洮昌道と改称された。
1929年1月、張作霖による易幟により国民政府の行政機構が採用されると道制は廃止された。
- 遼瀋道
- 東辺道
- 洮昌道
- 中路道
- 西路道

### 満洲国成立以前の県級行政区画
1913年（民国2年）1月、臨時大総統により『劃一令』が発布され、翌月奉天省内に設置されていた府、直隷庁、直隷州、庁、州は全て「県」に改称された。1915年（民国4年）7月には県佐制度が施行されたが、1929年（民国18年）1月の易幟に伴い国民政府の地方行政制度が施行されたことより県佐制度は廃止されている。
- 瀋陽県:清代は奉天府直轄地。1913年2月に奉天県、同年5月に瀋陽県と改称。遼寧道の駐地であり、遼寧省（奉天省）の省会とされた。
- 鉄嶺県
- 開原県
- 清原県:1925年5月、開原県より分割、清源県として設置。1929年7月に清原県と改称。
- 東豊県:旧称は東平県。1914年に東豊県と改称。
- 西豊県
- 西安県
- 営口県
- 遼陽県
- 遼中県
- 台安県:1914年、遼中県八角台郷と鎮安県桑林郷地区に新設。
- 蓋平県
- 海城県
- 錦県
- 新民県
- 彰武県
- 黒山県:旧称は鎮安県。1914年に黒山県と改称。
- 盤山県
- 北鎮県:旧称は広寧県。1914年に北鎮県と改称。
- 義県
- 興城県
- 綏中県
- 錦西県
- 安東県
- 新賓県
- 通化県
- 鳳城県
- 寛甸県
- 桓仁県:旧称は懐仁県。1914年に桓仁県と改称。
- 臨江県
- 輯安県
- 長白県
- 安図県
- 撫松県
- 撫順県
- 本渓県
- 海竜県
- 輝南県
- 柳河県
- 金県
- 復県
- 岫岩県
- 荘河県
- 金川県:1926年に柳河県に金川設治局を設置。1929年に県制施行。
- 洮南県
- 遼源県
- 昌図県
- 康平県
- 開通県
- 洮安県:旧称は靖安県。1914年に洮安県と改称。
- 梨樹県:旧称は奉化県。1914年に梨樹県と改称。
- 安広県
- 懐徳県
- 突泉県:旧称は醴泉県。1914年に突泉県と改称。
- 鎮東県
- 法庫県
- 双山県:清代は内蒙古哲里木盟達爾罕王の管轄地の采哈新甸。民初は双山鎮安墾局が設置され、1914年に県制が施行。
- 瞻楡県:1915年、突泉県南部に設置。
- 通遼県:1918年、遼源県西部の通遼鎮に新設。

### 満州国崩壊後の県級行政区画
1947年（民国36年）6月5日に公布された『東北九省轄境地名一覧表』に基づく。
- 錦州市
- 営口市
- 鞍山市
- 旅順市
- 瀋陽県
- 錦県
- 金県
- 復県
- 蓋平県
- 海城県
- 遼陽県
- 本渓県
- 撫順県
- 新民県
- 遼中県
- 台安県
- 黒山県
- 北鎮県
- 盤山県
- 義県
- 錦西県
- 興城県
- 綏中県
- 荘河県
- 岫岩県
- 鉄嶺県